# Clinton Davisson

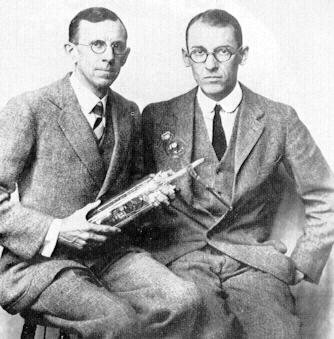
Clinton Davisson (balra) és Lester Halbert Germer (jobbra)

Clinton Joseph Davisson (Bloomington, Illinois; 1881. október 22. – Charlottesville, Virginia, 1958. február 1. ) Nobel-díjas amerikai fizikus. Nobel-díját George Paget Thomsonnal megosztva az elektrondiffrakció felfedezéséért kapta.

## Élete
Clinton Joseph Davisson 1881. október 22-én született az Illinois állambeli Bloomingtonban, Joseph Davisson és Mary Calvert gyermekeként. 1902-ben, középiskolai tanulmányai befejezése után a Chicagói Egyetem matematika-fizika szakára iratkozott be, tanulmányait azonban egy év után anyagi okok miatt meg kellett szakítania, ekkor a bloomingtoni telefontársaságnál vállalt állást. Tanulmányait a Princetoni Egyetemen folytatta, ahol 1911-ben kapta meg a Ph.D. tudományos fokozatot a fizikában. Még ugyanezen évben megnősült.

## Nobel-díja
1937-ben fizikai Nobel-díjjal tüntették ki az elektrondiffrakció jelenségének felfedezéséért. A Nobel-díjat megosztva kapták   George Paget Thomson angol fizikussal, aki Davissontól függetlenül, vele párhuzamosan folytatott munkásságával jutott eredményre.

## A Davisson–Germer kísérlet
Clinton Davisson a fizikatörténet e fontos kísérletét Lester Germer amerikai fizikussal végezte el 1927-ben, ezzel igazolva a de Broglie-hipotézist, mely szerint az anyagi részecskék (például az elektronok) hullámtulajdonsággal rendelkeznek. Ez a Davisson–Germer-kísérlet fontos lépés volt a kvantummechanikai elvek és a Schrödinger-egyenlet létrejöttében.